# Prix Wilder-Penfield
Pour un article plus général, voir Prix du Québec.

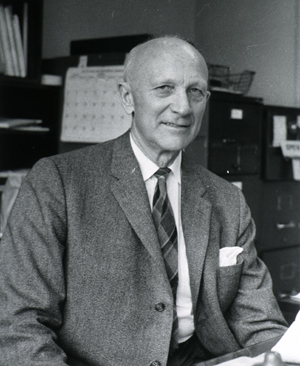
Wilder Penfield en 1958

Le prix Wilder-Penfield est l’un des Prix du Québec décernés annuellement par le gouvernement du Québec. Il couronne l'ensemble de la carrière d'un scientifique dont l'objet de recherche appartient au domaine biomédical. Il est nommé en mémoire de Wilder Penfield.

## Description du prix
Les groupes de disciplines reconnus par ce prix sont les sciences médicales, les sciences naturelles et les sciences de l'ingénierie.
Les critères d’éligibilité au prix sont :
- le candidat doit être citoyen canadien et vivre ou avoir vécu au Québec ;
- une personne ne peut recevoir deux fois le même prix, mais elle peut en recevoir plus d'un la même année ;
- un prix ne peut être attribué à plusieurs personnes à moins que ces personnes participent à des réalisations conjointes ;
- un prix ne peut être attribué à titre posthume.

Le prix :
- une bourse non imposable de 30 000 $ ;
- une médaille en argent réalisée par un artiste québécois ;
- un parchemin calligraphié et un bouton de revers portant le symbole des Prix du Québec ;
- une pièce de joaillerie exclusive aux lauréates et aux lauréats ;
- un hommage public aux lauréats et aux lauréates par le gouvernement du Québec au cours d'une cérémonie officielle.

## Origine du nom
Le prix doit son nom à Wilder Penfield (1891-1976), neurochirurgien et neurologue de réputation mondiale. Il a fondé l’Institut neurologique de Montréal en 1934 et il a dirigé cet institut pendant 25 ans. Il a aussi grandement contribué au développement des techniques chirurgicales pour le traitement de l’épilepsie et il fut l’un des pionniers dans les travaux de localisation des fonctions du cerveau.

## Lauréats et lauréates
Source
- 1993 - Brenda Milner
- 1994 - Yves Lamarre
- 1994 - Albert J. Aguayo
- 1995 - Charles R. Scriver
- 1996 - Jacques de Champlain
- 1997 - Krešimir Krnjevic
- 1998 - Theodore L. Sourkes
- 1999 - Clarke Fraser
- 2000 - Jean Davignon
- 2001 - Pavel Hamet
- 2002 - André Parent
- 2003 - Frederick Andermann
- 2004 - Rémi Quirion
- 2005 - Michel G. Bergeron
- 2006 - George Karpati
- 2007 - Jacques Y. Montplaisir
- 2008 - Philippe Gros
- 2009 - Otto Kuchel
- 2010 - Mark A. Wainberg
- 2011 - Nabil G. Seidah
- 2012 - Guy A. Rouleau
- 2013 - Phil Gold
- 2014 - Michael Meaney
- 2015 - Michel Chrétien
- 2016 - Alan Evans
- 2017 - Michel Bouvier
- 2018 - Nahum Sonenberg
- 2019 - Stanley Nattel
- 2020 - William Foulkes
- 2021 - Michel L. Tremblay
- 2022 - Yves De Koninck
- 2023 - Jacques Simard
- 2024 - Anne-Marie Mes-Masson